# أوقات الطفولة
أوقات الطفولة: مذكرات ثلاثة أجيال هو كتاب صدر عام 1979 حول ذكريات ثلاث نساء عن طفولتهن من أواخر القرن التاسع عشر حتى القرن العشرين: مؤلفة كتب الأطفال إلويز جرينفيلد ووالدتها ليسي جونز ليتل ووجدتها باتي ريدلي جونز.

## الاستقبال
كتبت مجلة هورن بوك في مناقشة لمذكرات الأطفال في سن المدرسة عن أوقات الطفول "يختبر القراء الأفراح والأحزان المتراكمة في تاريخ عائلة واحدة ... تعزز الرسوم التوضيحية التي رسمها لجيري بينكني جنبًا إلى جنب مع الصور الفوتوغرافية لتلك الفترة، الأهمية العاطفية والتاريخية للقصص لطلاب الصف المتوسط."  أوصت صحيفة واشنطن بوست بكتاب أوقات الطفولة "لجميع الآباء الذين يرغبون في تقديم أفضل ما في الأدب لأطفالهم." 
راجع الكتاب أيضًا مجلة بابليشرز ويكلي ومجلة سكول لايبراري جورنال ومجلة إعصار أليس.

## الجوائز
- 1980 جائزة بوسطن غلوب-هورن للكتب الواقعية – شرف [4]
- 1980 جائزة كوريتا سكوت كينغ للمؤلف - شرف [5]